# Suzanne Murray
Pour les articles homonymes, voir Murray.
Suzanne Murray est une femme politique provinciale canadienne de la Saskatchewan. Elle représente les circonscriptions de Qu'Appelle-Lumsden et Regina Qu'Appelle Valley à titre de députée du Nouveau Parti démocratique de la Saskatchewan de 1991 à 1999.

## Carrière politique
Elle tente initialement de faire le saut en politique en 1986, mais est défaite. Remportant l'élection suivante en 1991, elle est réélue en 1995. Elle ne se représente pas en 1999.